# Carmichaelia arborea
Carmichaelia arborea är en ärtväxtart som först beskrevs av Johann Georg Adam Forster, och fick sitt nu gällande namn av George Claridge Druce. Carmichaelia arborea ingår i släktet Carmichaelia och familjen ärtväxter. Inga underarter finns listade i Catalogue of Life.

## Bildgalleri

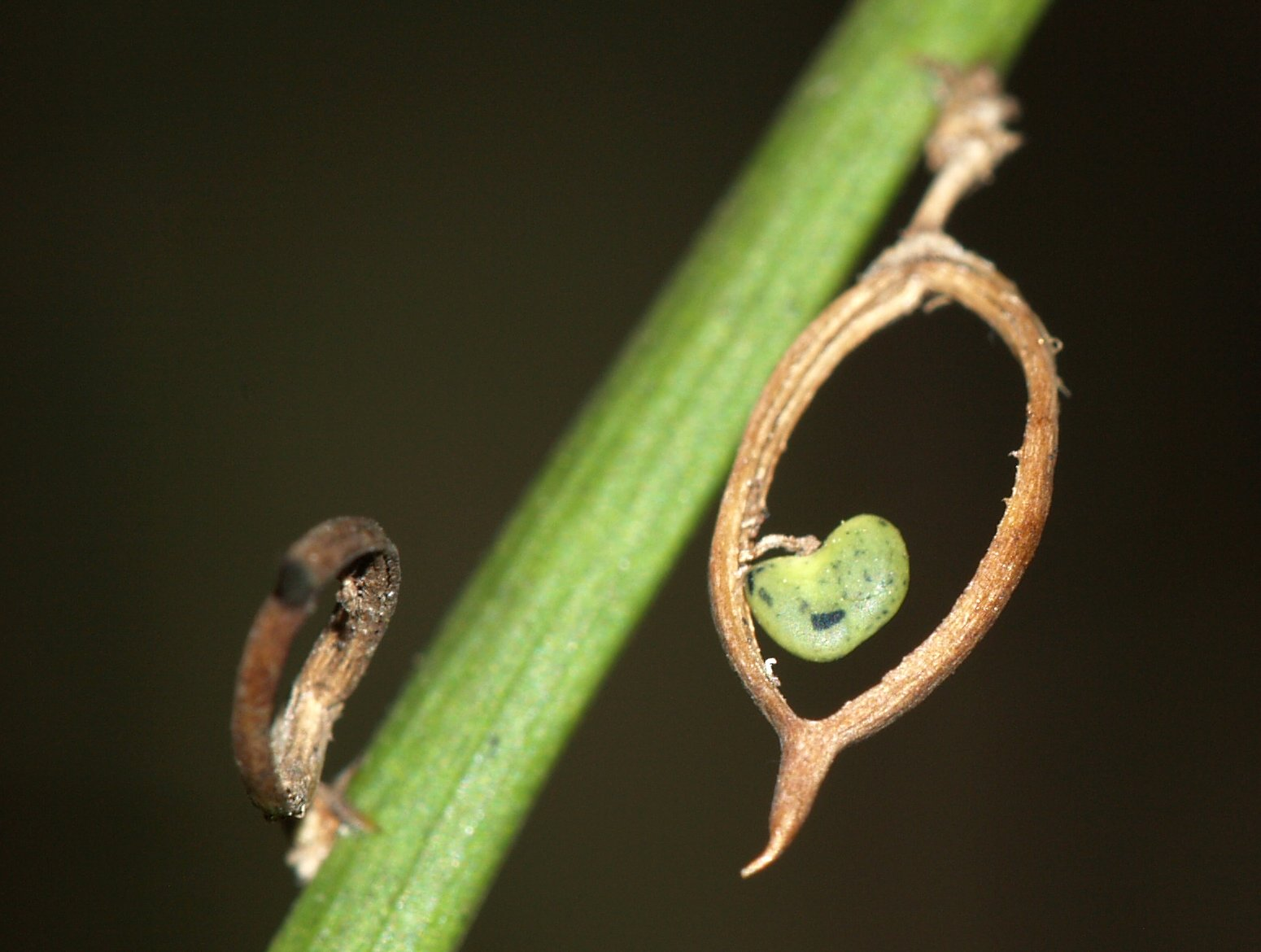
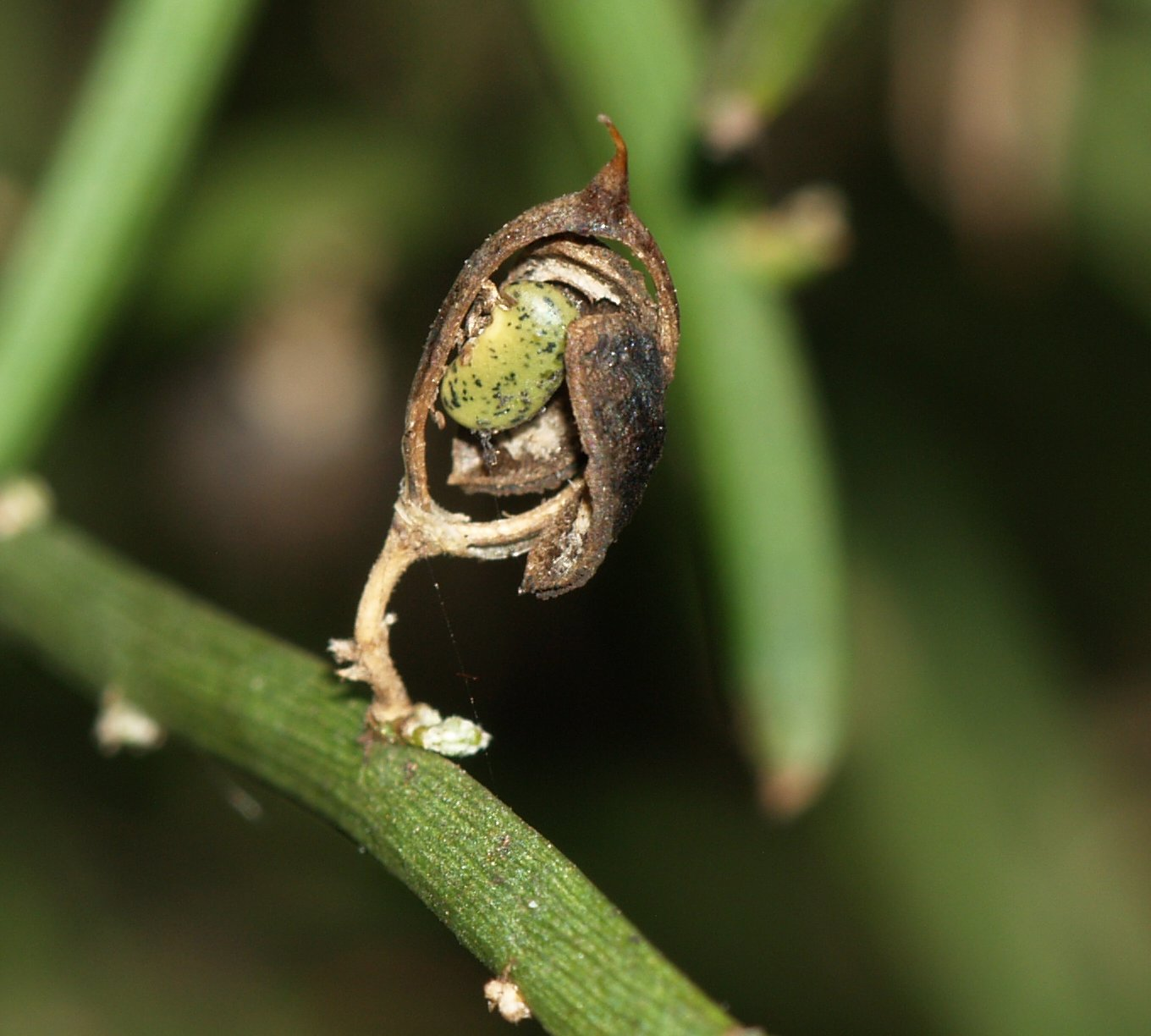
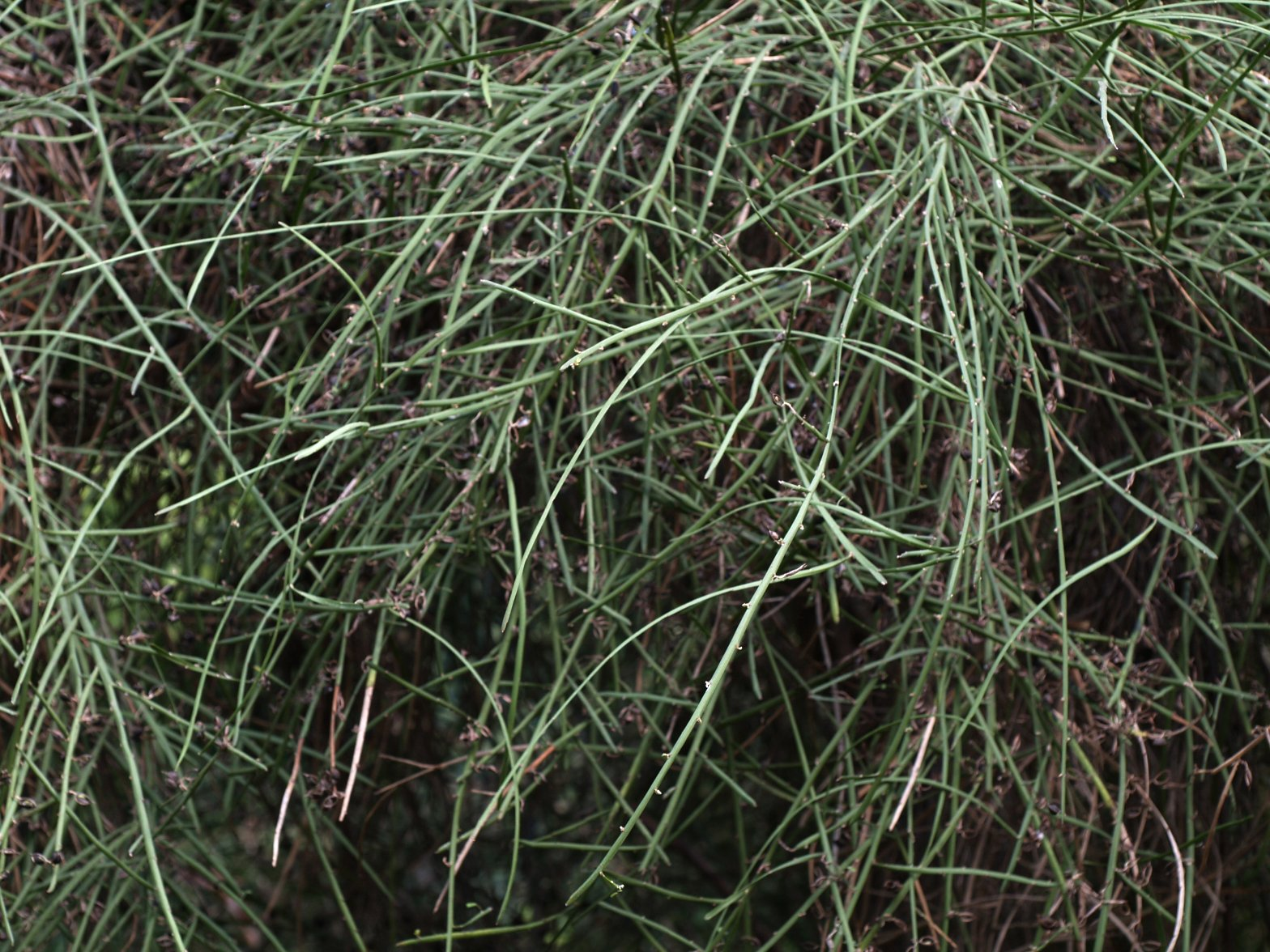
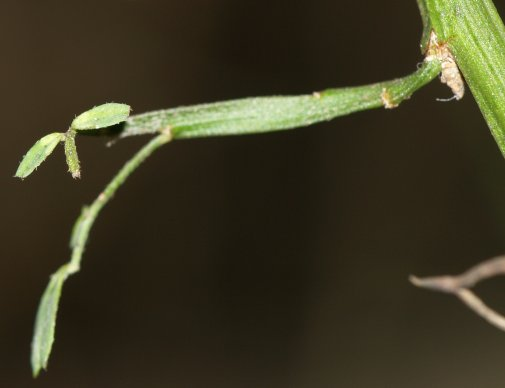